# Liste der Flaggen im Ortenaukreis
Diese Liste beinhaltet alle Flaggen im Ortenaukreis in Baden-Württemberg.
In Baden-Württemberg werden zweibahnige Flaggen verliehen, deren Farben den Wappenfarben entsprechen. Dabei wird oft als erste Farbe der Flagge (links vom Betrachter) die Farbe der Wappenfigur und als zweite Farbe die des Wappengrundes genommen. Flaggen, die vor Inkrafttreten der deutschen Gemeindeordnung 1935 geführt wurden, dürfen beibehalten werden, auch wenn diese nicht den heutigen Bestimmungen in Baden-Württemberg entsprechen.

## Ortenaukreis
| Landkreis    | Flagge | Kommentare |
| Ortenaukreis |        | Wappen des ehemaligen Landkreises Offenburg am 11. Oktober 1962 vom Innenministerium verliehen, am 31. August 1973 vom Innenministerium neu verliehen. Flagge am 30. Dezember 1987 vom Regierungspräsidium Freiburg verliehen: „In Silber (Weiß) ein rot bewehrter schwarzer Doppeladler mit goldenem (gelbem) Brustschild; darin der silbern (weiß) gerüstete Hl. Georg auf schwarzem Pferd mit roter Satteldecke, mit der Lanze einen grünen Lindwurm erlegend.“ Flagge: Rot-Weiß. |

## Flaggen der Städte im Ortenaukreis
| Stadt                | Flagge | Kommentare |
| Achern               |        | Wappenbild mit nimbiertem Adler in Gerichtssiegeln seit Mitte des 16. Jahrhunderts, Adler ohne Nimbus seit dem 19. Jahrhundert: „In gespaltenem Schild vorn in Gold (Gelb) ein halber rot bewehrter und rot bezungter schwarzer Adler am Spalt, hinten in Rot ein silberner (weißer) Balken.“ Flagge: Rot-Weiß-Rot, rote Streifen sind schmäler. |
| Ettenheim            |        | Von Zinnenmauer umschlossenes, dreitürmiges Gebäude mit offenen Torflügeln, der mittlere Turm von einem sechsstrahligen Stern und einem zunehmenden Halbmond begleitet, im ältesten Siegel von 1370; heutiges Wappen im Jahre 1901 vom Generallandesarchiv nach dem Siegel von 1545 gestaltet, Tingierung im Jahre 1973 festgelegt: „In Silber (Weiß) eine rote Burg mit offenem schwarzen Tor und drei mit Kreuzen besteckten Türmen, deren mittlerer mit Flachkuppel, die äußeren mit Spitzhelmen; beiderseits anschließend abgewinkelte ungezinnte Mauerstücke.“ Flagge: Rot-Weiß. |
| Gengenbach           |        | Gangfisch im ältesten Siegel von 1267 und im Wappen vor 1505; Wappenbesserung mit bisherigem Wappen als Brustschild auf in silbernem Feld stehenden rot bezungten, golden bewehrten schwarzen Adler am 28. März 1505 vom König Maximilian I. gewährt; Tingierung im Jahre 1965 festgelegt: „In Silber (Weiß) ein rot bezungter schwarzer Adler, belegt mit einem roten Brustschild, worin ein gekrümmter silberner (weißer) Gangfisch.“ Flagge: Rot-Weiß, Rot-Weiß-Rot. |
| Haslach im Kinzigtal |        | Haselstrauch auf Boden im ältesten Siegel von 1342; heutige Form des Wappens im Jahre 1960 festgelegt: „In Silber (Weiß) auf grünem Dreiberg ein grüner Haselstrauch mit sieben einblättrigen Zweigen, der mittlere beiderseits mit je zwei, die beiden unteren mit je einem Fruchtstand.“ Flagge: Grün-Weiß. |
| Hausach              |        | Fachwerkhaus im ältesten Siegel von 1453, Fachwerkgiebel als Wappenbild im Jahre 1655: „In Silber (Weiß) das rote Fachwerkgebälk eines Hausgiebels.“ Flagge: Rot-Weiß-Rot, rote Streifen sind schmäler. |
| Hornberg             |        | Wappenbild im ältesten Siegel von 1428, Tingierung im Jahre 1901 festgelegt: „In Silber (Weiß) über grünem Dreiberg zwei abgewendete, gestürzte schwarze Hifthörner.“ Flagge: Grün-Weiß. |
| Kehl                 |        | Wappen im ältesten Siegel von 1829, Tingierung im 19. Jahrhundert festgelegt: „In Silber (Weiß) ein schwarzer Anker, beseitet von zwei roten Rosen.“ Flagge: Rot-Weiß. |
| Lahr/Schwarzwald     |        | Wappen im ältesten Siegel von 1305, heutige Form des Wappens im Jahre 1958 festgelegt: „In gespaltenem Schild vorn in Gold (Gelb) ein roter Balken, hinten in Blau eine durchgehende silberne (weiße) Mauer mit drei Zinnen, offenem Tor und hochgezogenem silbernen (weißen) Fallgatter.“ Flagge: Blau-Weiß. |
| Mahlberg             |        | Wappenbild mit Fünfberg im ältesten, zwischen 1477 und 1534 nachweisbaren Siegel; Sechsberg im 19. Jahrhundert: „In Blau ein goldener (gelber) Sechsberg, darüber schwebend zwei silberne (weiße) Sterne nebeneinander.“ Flagge: Blau-Weiß. |
| Oberkirch            |        | Kirche im ältesten Siegel von 1338; heutiges Wappen im Jahre 1896 festgelegt, Zeichnung und Tingierung im Jahre 1968 festgelegt. Flagge seit 1926 in Gebrauch: „Unter rotem Schildhaupt, worin ein silberner (weißer) Schrägbalken, gespalten von Blau und Gold (Gelb), vorn auf grünem Dreiberg eine silberne (weiße) Kirche mit Dachreiter, hinten ein schwarzer Löwe, überdeckt mit einem durchgehenden, vierlätzigen roten Turnierkragen.“ Flagge: Rot-Weiß-Rot. |
| Offenburg            |        | Burg mit geöffneten Torflügeln im ältesten Siegel von 1284, Tingierung seit dem 16. Jahrhundert bekannt: „In Silber (Weiß) eine rote Burg mit geöffneten goldenen (gelben) Torflügeln, aufgezogenem schwarzen Fallgatter und einem beknauften spitzen Dach zwischen zwei Zinnentürmen.“ Flagge: Weiß-Rot. |
| Oppenau              |        | Wappenbild im ältesten Siegel von 1425, heutige Wappenzeichnung im Jahre 1948 geschaffen: „In Silber (Weiß) auf rotem Sockel eine rote Burg mit zwei spitzbedachten Zinnentürmen und niedrigerem giebelartigen Mittelturm, beiderseits und unten umschlossen von einer runden, nach außen umgeklappten roten Zinnenmauer.“ Flagge: Weiß-Rot |
| Renchen              |        | |
| Rheinau              |        | Wappen und Flagge am 26. Juli 1978 vom Landratsamt Ortenaukreis verliehen: „In Gold (Gelb) mit rotem Schildbord ein schwarzer Löwe.“ Flagge: Rot-Gelb. |
| Wolfach              |        | Stadtbanner mit Doppelhaken im ältesten Siegel von 1370, älteste Wappendarstellung im Turm der Stadtkirche aus dem 15. Jahrhundert; Wappen in heutiger Form im Jahre 1960 festgelegt: „In Blau ein facettierter goldener (gelber) Doppelhaken (Wolfsangel).“ Flagge: Blau-Gelb-Blau. |
| Zell am Harmersbach  |        | Reichsadler im ältesten Siegel von 1351 und in Wappendarstellungen aus dem 16. Jahrhundert. Wappen mit Flagge am 3. Oktober 1977 vom Landratsamt Ortenaukreis neu verliehen: „In Gold (Gelb) ein rot bewehrter und rot bezungter schwarzer Adler.“ Flagge: Schwarz-Gelb. |

## Flaggen der Gemeinden im Ortenaukreis
| Gemeinde                  | Flagge | Kommentare |
| Appenweier                |        | Erzengel Michael als Ritter mit Schild und Waage im ältesten Gerichtssiegel von 1481, seit dem 17. Jahrhundert als Drachentöter dargestellt; Siegelbild im Jahre 1903 vom Generallandesarchiv farbig gefasst. Wappen und Flagge am 12. März 1962 vom Innenministerium verliehen: „In Gold (Gelb) der blau gerüstete Erzengel Michael auf einem grünen Drachen stehend, mit der Rechten einen schwarzen Speer in den Rachen des Drachen stoßend, in der Linken einen blauen Schild mit durchgehendem goldenen (gelben) Kreuz haltend.“ Flagge: Blau-Gelb.                                                                                              |
| Bad Peterstal-Griesbach   |        | Wappen von Bad Peterstal mit Flagge am 7. Oktober 1966 vom Innenministerium verliehen, von der Gemeinde Bad Peterstal-Griesbach weitergeführt: „In Blau auf erniedrigtem grünen Bogenschildfuß der silbern (weiß) gekleidete golden (gelb) nimbierte Heilige Petrus, in der herabhängenden Rechten einen goldenen (gelben) Schlüssel mit dem Bart nach unten und nach außen gekehrt, die Linke erhoben mit ausgestreckten Daumen und Zeigefinger.“ Flagge: Weiß-Blau. |
| Berghaupten               |        | Mannesrumpf auf Dreiberg im ältesten Siegel von 1536; Wappen im Jahre 1899 angenommen, nach dem um 1600 gebräuchlichen Siegel gestaltet: „In gespaltenem Schild vorn in Gold (Gelb) ein roter Balken, hinten in Silber (Weiß) auf grünem Dreiberg ein linksgewendeter Mannsrumpf mit schwarzer Mütze und rotem Kragen.“ Flagge: Grün-Gelb. |
| Biberach                  |        | Wappen am 30. Oktober 1969 vom Innenministerium verliehen: „In Grün eine bewurzelte silberne (weiße) Linde, vor deren Stamm kauernd ein silberner (weißer) Biber, der in den Vorderpfoten ein silbernes (weißes) Holzstück hält.“ Flagge: Weiß-Grün. |
| Durbach                   |        | Kelch aus dem Staufenberger Wappen im 19. Jahrhundert in Siegel übernommen; Wappen im Jahre 1901 vom Generallandesarchiv gestaltet. Flagge am 1. April 1985 vom Landratsamt Ortenaukreis verliehen: „In Silber (Weiß) auf blauem Dreiberg ein roter Kelch mit zwei übereinanderliegenden roten Deckeln.“ Flagge: Rot-Weiß. |
| Fischerbach               |        | Wappen am 15. März 1961 vom Innenministerium verliehen: „In Rot mit einem von Blau und Silber (Weiß) im Wolkenschnitt geteilten Bord zwei schräggekreuzte goldene (gelbe) Fische.“ Flagge: Weiß-Blau. |
| Friesenheim               |        | Wappenschild mit gestürzter Pflugschar und Winzermesser nebeneinander im ältesten Schultheißen- und Gerichtssiegel von 1516; Winzermesser in bisher natürlichen Farben seit 1976 silbern tingiert. Flagge am 8. August 1977 vom Landratsamt Ortenaukreis verliehen: „In gespaltenem Schild vorn in Gold (Gelb) eine gestürzte rote Pflugschar, hinten in Rot ein silbernes (weißes) Winzermesser.“ Flagge: Rot-Gelb. |
| Gutach (Schwarzwaldbahn)  |        | |
| Hofstetten                |        | Von Wolkenschnitt umgebener Rundschild mit eintürmiger Kirche in Siegel von 1685; Wappen im Jahre 1905 angenommen, Wappenzeichnung und Tingierung im Jahre 1962 festgelegt; Wappen am 19. Februar 1963 vom Innenministerium verliehen: „In Blau auf grünem Schildfuß eine silberne (weiße) Kirche mit linksstehendem Turm.“ Flagge: Weiß-Grün. |
| Hohberg                   |        | Wappen am 22. November 1976 vom Landratsamt Ortenaukreis verliehen: „In Grün ein aus einer endlosen Schlinge in Form eines Dreierknotens bestehendes goldenes (gelbes) Ornament.“ Flagge: Gelb-Grün. |
| Kappel-Grafenhausen       |        | Wappen von Grafenhausen und Kappel am Rhein im Jahre 1907 angenommen, heutiges Wappen aus bisherigen Wappen zusammengesetzt und am 27. März 1987 vom Landratsamt Ortenaukreis verliehen: „In gespaltenem Schild vorn in Rot zwischen zwei pfahlweis gestellten goldenen (gelben) Rudern zwei schräggekreuzte silberne (weiße) Fische (Köpfe nach unten), überdeckt von einem pfahlweis gestellten silbernen (weißen) Fisch (Kopf nach oben), hinten in Blau auf grünem Schildfuß ein silbern (weiß) gewandeter Engel mit silbernen (weißen) Flügeln, mit beiden Händen ein auf dem Boden stehendes schwarzes Andreaskreuz haltend.“ Flagge: Weiß-Rot. |
| Kappelrodeck              |        | Straßburgischer Schrägbalken belegt mit badischem Wappenschild im ältesten Gerichtssiegel von 1481, Kirche in Siegel seit dem 19. Jahrhundert; Wappen am 16. November 1956 vom Innenministerium verliehen: „In Rot ein verbreiterter silberner (weißer) Schrägbalken, belegt von einer roten Kirche mit rechtsstehendem Turm und schwarzem Dach.“ Flagge: Rot-Weiß. |
| Kippenheim                |        | |
| Lauf                      |        | Mittelschild des badischen Staatswappens von 1807 mit von zwei Trauben beseiteter Kelch anstelle des Zähringer Löwen; heutiges Wappenmotiv in Siegeln des 19. Jahrhunderts, Gestaltung und Tingierung im Jahre 1900 vom Generallandesarchiv festgelegt. Flagge am 6. März 1967 vom Innenministerium verliehen: „In Silber (Weiß) ein roter Kelch, aus dem nach beiden Seiten je eine blaue Traube mit grünem Blatt herauswächst.“ Flagge: Blau-Weiß. |
| Lautenbach                |        | Weintraube in Siegeln seit Beginn des 19. Jahrhunderts; Wappen seit 1921 in der vom Generallandesarchiv entworfenen Form: „In Silber (Weiß) eine blaue Traube an grünem Stiel mit zwei grünen Blättern.“ Flagge: Grün-Weiß. |
| Meißenheim                |        | |
| Mühlenbach                |        | |
| Neuried                   |        | Wappen vom Gemeinderat im September 1976 gebilligt, am 27. Oktober 1976 vom Landratsamt Ortenaukreis verliehen: „In Silber (Weiß) ein mit einem goldenen (gelben) Schilfkolben belegter blauer Pfahl.“ Flagge: Blau-Weiß, Weiß-Blau. |
| Nordrach                  |        | Gespaltener, ovaler Schild mit badischem Schrägbalken im vorderen Feld und Heiligem Ulrich im hinteren Feld im ältesten Siegel von 1805; Heiliger Ulrich später alleiniges Wappenbild; heutige Darstellung und Tingierung seit 1900: „In Silber (Weiß) auf grünem Schildfuß der rot bekleidete Heilige Ulrich mit goldener (gelber) Mitra, in der Rechten einen silbernen (weißen) Fisch, in der Linken einen schwarzen Krummstab mit nach außen gekehrter goldener (gelber) Krümme haltend.“ Flagge: Weiß-Rot. |
| Oberharmersbach           |        | |
| Oberwolfach               |        | Wappenschild mit aufgerichtetem Wolf im ältesten Siegel von 1480, heutige Tingierung und Stellung des Wolfs im Jahre 1956 festgelegt. Flagge am 25. September 1962 vom Innenministerium verliehen: „In Silber (Weiß) ein aufgerichteter roter Wolf.“ Flagge: Rot-Weiß. |
| Ohlsbach                  |        | Weintraube mit und ohne Wappenschild in Siegeln aus dem 19. Jahrhundert; Wappen im Jahre 1908 angenommen: „In geteiltem Schild oben in Rot ein aufgebogener silberner (weißer) Fisch, unten in Silber (Weiß) an grünem Rebzweig mit zwei grünen Blättern eine blaue Traube.“ Flagge: Rot-Weiß. |
| Ortenberg                 |        | Aufgerichteter Löwe neben Burg im ältesten Gerichtssiegel von 1488, Wappenschild mit Adler und Burg in Siegeln des 16. und 17. Jahrhunderts; heutiges Wappen im Jahre 1899 geschaffen: „In gespaltenem Schild vorn in Gold (Gelb) ein rot bewehrter und rot bezungter schwarzer Adler, hinten in Silber (Weiß) auf einem nach rechts abfallenden, gewellten grünen Boden eine rote Burg mit spitzbedachtem rechtsstehenden Turm.“ Flagge: Rot-Weiß. |
| Ottenhöfen im Schwarzwald |        | Bekrönter Wappenschild mit Rad in Siegeln seit Verselbstständigung der Gemeinde im Jahre 1809, Tingierung im Jahre 1900 festgelegt: „In Rot ein achtspeichiges goldenes (gelbes) Rad.“ Flagge: Rot-Gelb. |
| Ringsheim                 |        | Ring als Fleckenzeichen auf Grenzsteinen von 1637, Wappenschild mit sechsblättriger Blume in Ring in Form einer hochgestellten Ellipse im ältesten Siegel von 1651; kreisförmiger Ring und Tingierung seit 1899: „In Silber (Weiß) ein blauer Ring, worin eine sechsblättrige goldbesamte (gelbbesamte) rote Rose mit grünen Kelchblättern.“ Flagge: Durch einen zur Stange verschobenen, gelben Schrägbalken geteilt von Rot und Blau. |
| Rust                      |        | |
| Sasbach                   |        | Gespaltener Schild mit Krummstab vorne und straßburgischem Schrägbalken hinten im ältesten Gerichtssiegel von 1436; Wappen im Jahre 1901 vom Generallandesarchiv neu gezeichnet, Schrägbalken als badisches Wappen gedeutet. Flagge am 6. September 1966 vom Innenministerium verliehen: „In gespaltenem Schild vorn in Blau ein aus dem Unterrand emporkommender goldener (gelber) Krummstab mit nach links gewendeter Krümme, hinten in Gold (Gelb) ein roter Schrägbalken.“ Flagge: Gelb-Blau. |
| Sasbachwalden             |        | Wappen und Flagge vom Innenministerium am 2. November 1956 verliehen: „In gespaltenem Schild vorn in Blau eine bewurzelte silberne (weiße) Tanne, hinten in Silber (Weiß) an einem grünen Rebzweig mit grünem Blatt eine blaue Weintraube.“ Flagge: Weiß-Blau. |
| Schuttertal               |        | Wappen am 21. April 1975 vom Innenministerium verliehen: „In Gold (Gelb) ein roter Balken, überdeckt mit einem Krummstab in verwechselten Farben.“ Flagge: Rot-Gelb. |
| Schutterwald              |        | Bewurzelter Baum mit tief herunterhängenden Ästen im ältesten Gerichtssiegel von 1456, in Wappenschild in Siegel aus dem 18. Jahrhundert; Zeichnung, Bestimmung des Baumes als Linde und Tingierung des Wappens vom Generallandesarchiv im Jahre 1900 festgelegt. Flagge am 27. Februar 1973 vom Innenministerium verliehen: „In Silber (Weiß) eine bewurzelte grüne Linde.“ Flagge: Grün-Weiß. |
| Schwanau                  |        | |
| Seebach                   |        | |
| Seelbach                  |        | Wappen und Flagge am 10. März 1976 vom Landratsamt Ortenaukreis verliehen: „In Gold (Gelb) ein roter Balken, überdeckt mit einem Adler in verwechselten Farben.“ Flagge: Rot-Gelb, Gelb-Rot. |
| Steinach                  |        | Wappenschild mit Fisch über drei Steinbrocken (1:2) in Siegeln seit 1680; Wappen zeigt im Jahre 1905 in goldenem Schild drei rote Ziegelsteine (1:2), überhöht von einem blauen Fisch; gestürzte Pflugschar aus dem 1904 geschaffenen Welschensteinacher Wappen; heutiges Wappen am 13. März 1975 vom Innenministerium verliehen. Flagge am 29. August 1967 vom Innenministerium verliehen: „Unter blauem Wellenschildhaupt, worin ein silberner (weißer) Fisch, in Gold (Gelb) eine gestürzte rote Pflugschar, begleitet von drei (1:2) roten Steinen.“ Flagge: Rot-Gelb.                                                                            |
| Willstätt                 |        | Wappen im Jahre 1901 vom Generallandesarchiv nach Siegel des ausgehenden 14. Jahrhunderts gestaltet. Flagge am 22. November 1984 vom Landratsamt Ortenaukreis verliehen: „In Rot ein durchgehendes goldenes (gelbes) Leistenkreuz, auf dessen linkem Balken ein linksgewendeter, wachsender silberner (weißer) Schwan, die beiden rechten und der linke untere Winkel damasziert.“ Flagge: Gelb-Rot |